# Ekranoplan
Ekranoplan je vozilo za izredno hitro vožnjo po vodi. Po zasnovi je nekakšen križanec med hitrim čolnom (gliserjem) in vodnim letalom (hidroplanom) in lahko doseže hitrosti tudi do 400 km/h.
Prve ekranoplane je izdelal ruski inženir Rostislav Jevgenjevič Aleksejev. Bil je tudi eden od prvih resnih raziskovalcev zaslonskega učinka (rusko эффект экрана – efekt ekrana), po katerem je ekranoplan dobil ime. Gre za pojav, da se vzgonska sila krila močno poveča, če letalo leti zelo nizko nad tlemi in je krilo usmerjeno precej ostro navzdol. Pri tem krilo deluje kot nekakšen zaslon, pred katerim se nabira večja količina stisnjenega zraka, ki deluje podobno kot zračna blazina pri vozilih na zračno blazino (hovercraft). Ameriški znanstveniki so ta efekt preučevali pozneje in so ga poimenovali wing-in-ground efekt (kratko WIG efekt). Vozila, ki izrabljajo zaslonski efekt, lahko letijo tudi nad kopnim, vendar je pri tem dosti večja nevarnost trčenja v trde predmete, zato so v praksi taka vozila uporabna zlasti na velikih vodnih površinah.
Sovjetska zveza je v času hladne vojne podprla delo inženirja Aleksejeva, ker so v ekranoplanu videli hitro transportno vozilo za vojaške namene. Prve ekranoplane so zgradili ob obali Kaspijskega jezera. 
Največji in tudi najuspešnejši model ekranoplana je imel uradno oznako KM, neuradno pa je postal znan kot Kaspijska pošast. Zgradili so ga v letih 1964–1965. Imel je razpon kril 37,6 m, dolg pa je bil okoli 100 m (ker so ga večkrat predelali, se v virih pojavljajo nekoliko različni podatki). Maksimalna vzletna masa tega ekranoplana je znašala celih 544 ton - do izgradnje letala Antonov An-225 (imenovan Мрия – Sanje) je bil to največji leteči stroj na svetu.
V letu 1972 so začeli izdelovati serijo ekranoplanov tipa Orljonok (rusko: Орлёнок – Orlič), ki so postali del rednega sestava Sovjetske vojne mornarice. Namenjeni so bili morskim desantom. Ta vozila so imela nekoliko izboljšano zasnovo in so lahko krajši čas letela tudi kot navadna letala (na račun nekoliko manjše nosilnosti), zato so jih oblikovalci poimenovali ekranoljot (rusko: экранолёт). 
Leta 1987 je opravil prve testne polete novi udarni ekranoplan nosilec raket z imenom Lunj (rusko: Лунь – lunj). Njegov nadaljnji razvoj je prekinil razpad Sovjetske zveze.
Na satelitskem posnetku programa Google Earth je možno videti dva ekranoplana ob obali Kaspijskega jezera v kraju Kaspijsk: Lunj na 42°52′54″N, 47°39′24″E in Orljonok na 42°52′50″N, 47°39′57″E (slika z dne 6. 9. 2006).
Danes redno izdeluje velike ekranoplane samo Ladjedelnica Volga, Nižni Novgorod. Izdelujejo ekranoplane tipa Orljonok – tehnični podatki: maksimalna masa ob vzletu: 140 ton (od tega: 28 ton koristnega tovora), maksimalna hitrost: 400 km/h, število potnikov: 150, doseg: 3000 km.
Nekaj manjših podjetij in samograditeljev izdeluje tudi male (osebne) ekranoplane, ki po navadi dosegajo hitrosti do 100 ali 150 km/h in lahko prevažajo eno do osem oseb.